# Grafton (Illinois)
Grafton is een plaats (city) in de Amerikaanse staat Illinois, en valt bestuurlijk gezien onder Jersey County.

## Demografie
Bij de volkstelling in 2000 werd het aantal inwoners vastgesteld op 609. In 2006 is het aantal inwoners door het United States Census Bureau geschat op 711, een stijging van 102 (16,7%).

## Geografie
Volgens het United States Census Bureau beslaat de plaats een oppervlakte van 10,5 km², geheel bestaande uit land. Grafton ligt op ongeveer 137 m boven zeeniveau.

## Plaatsen in de nabije omgeving
De onderstaande figuur toont nabijgelegen plaatsen in een straal van 20 km rond Grafton.